# Štěnovice (tvrz)
Štěnovice jsou zaniklá tvrz a raně středověké hradiště nad stejnojmennou vesnicí v okrese Plzeň-jih. Nachází se na nevýrazné ostrožně nad soutokem Úhlavy a Losinského potoka.

## Historie
Archeologické nálezy keramických střepů z přelomu dvanáctého a třináctého století dokládají osídlení ostrožny nejspíše již v době hradištní, kdy se zde nacházelo hradiště.
Nejspíše ve čtrnáctém století byla na konci ostrožny postavena tvrz, za jejíhož zakladatele se považuje Jaroslav ze Štěnovic, který patřil k rodu pánů z Homberka a roku 1327 byl majitelem vesnice. První písemná zmínka o tvrzi pochází až z roku 1421. Mezitím panství po Jaroslavovi zdědili po roce 1343 jeho synové Heřman a Jaroš, kteří Štěnovice prodali pravděpodobně Protivovi z Litic. Nejpozději v roce 1379 Štěnovice získal Zbyněk z Kloušova, který po roce 1381 zemřel bez potomků. Štěnovice potom v roce 1387 držel plzeňský měšťan Tomáš Pabiánek, který měl tři syny, z nichž vesnici zdědil nejspíše Václav Pabiánek.
Během husitských válek stáli Pabiánkové na straně husitů. V říjnu roku 1421 tvrz obsazenou husitskou posádkou dobylo plzeňské vojsko, které na ní pobilo více než šedesát mužů i žen. O rok později král Zikmund Lucemburský Štěnovice věnoval Plzni jako náhradu za utrpěné škody, ale Pabiánkové je brzy získali zpět. Okolo roku 1440 vesnici prodali jakémusi šlechtici Bohuslavovi, který začal používat přídomek „ze Štěnovic“. Bohuslav patřil mezi přívržence krále Jiřího z Poděbrad, a proto byla jeho tvrz roku 1468 znovu dobývána plzeňským vojskem, ale výsledek konfliktu není znám.
Dalším majitelem se stal nejspíše Bohuslavův potomek Jan ze Štěnovic. Počátkem dvacátých let šestnáctého století Štěnovice zdědil Janův strýc Zdeslav Nedanský z Kadova a po něm jeho syn Jiřík Štěnovský z Kadova. Za jeho synů se však štěnovická tvrz uvádí v roce 1555 jako pustá. Je možné, že vyhořela, protože na místě bylo nalezeno množství přepálené mazanice. V souboru nalezených střepů se také objevuje pouze keramika z patnáctého a první poloviny šestnáctého století. Arnošt Pernklo uváděný v roce 1564 jako majitel tedy pravděpodobně sídlil nejspíše v hospodářském dvoře nejasné lokalizace.

## Stavební podoba
Podobu ostrožny výrazně změnila novodobá zástavba, která také částečně poničila pozůstatky hradiště i tvrziště. Předpokládá se, že vnější opevnění patřilo raně středověkému hradišti. Tvořil je příkop, za kterým se nacházela bermou oddělená hradba, po níž se dochovala část valu. Je možné, že starší opevnění využila také mladší tvrz, která byla postavena v závěru ostrožny. Chránil ji další příkop, ze kterého se na straně nad řekou dochoval krátký úsek rokle částečně vyzděné opěrným zdivem. Za příkopem následoval val. Za ním byl buď další příkop nebo nádvoří. Zástavba tvrze se nedochovala. Petr Rožmberský hypoteticky předpokládá, že ji mohla tvořit zděná obvodová hradba, věž a obytná budova s kamenným přízemím a dřevěným patrem.